# BPIFA2
BPIFA2 (англ. BPI fold containing family A member 2) – білок, який кодується однойменним геном, розташованим у людей на довгому плечі 20-ї хромосоми. Довжина поліпептидного ланцюга білка становить 249 амінокислот, а молекулярна маса — 27 011.
| 10         |  | 20         |  | 30         |  | 40         |  | 50         |
| ---------- |  | ---------- |  | ---------- |  | ---------- |  | ---------- |
| MLQLWKLVLL |  | CGVLTGTSES |  | LLDNLGNDLS |  | NVVDKLEPVL |  | HEGLETVDNT |
| LKGILEKLKV |  | DLGVLQKSSA |  | WQLAKQKAQE |  | AEKLLNNVIS |  | KLLPTNTDIF |
| GLKISNSLIL |  | DVKAEPIDDG |  | KGLNLSFPVT |  | ANVTVAGPII |  | GQIINLKASL |
| DLLTAVTIET |  | DPQTHQPVAV |  | LGECASDPTS |  | ISLSLLDKHS |  | QIINKFVNSV |
| INTLKSTVSS |  | LLQKEICPLI |  | RIFIHSLDVN |  | VIQQVVDNPQ |  | HKTQLQTLI  |

A: Аланін

C: Цистеїн

D: Аспарагінова кислота

E: Глутамінова кислота

F: Фенілаланін

G: Гліцин

H: Гістидин

I: Ізолейцин

K: Лізин

L: Лейцин

M: Метіонін

N: Аспарагін

P: Пролін

Q: Глутамін

R: Аргінін

S: Серин

T: Треонін

V: Валін

Кодований геном білок за функціями належить до антибіотиків, антимікробних білків. 
Секретований назовні.